# Haymo Heritsch
Haymo Heritsch (* 27. Januar 1911 in Graz; † 30. November 2009 ebenda) war ein österreichischer Mineraloge, Petrograph, Kristallograph und Professor an der Universität Graz.

## Leben
Heritsch, der Sohn von Franz Heritsch, studierte in Graz Mineralogie und Naturwissenschaften und Philosophie für das Lehramt. Er unterrichtete zunächst als Lehrer und wurde anschließend Assistent des Mineralogen Felix Machatschki in Graz. Im Zweiten Weltkrieg diente er bei der Luftwaffe. Während des Krieges habilitierte er sich in Tübingen, erhielt aber keine Freistellung und Professur, da er wie sein Vater als Gegner des NS-Regimes galt. 1946 wurde er außerordentlicher Professor in Graz.
Er war seit 1957 Mitglied der Österreichischen Akademie der Wissenschaften und er war Honorary Fellow der Mineralogical Society of America und Ehrenmitglied der Österreichischen Mineralogischen Gesellschaft.

## Schriften
- mit Helmut W. Flügel: Das Steirische Tertiär-Becken. 2. Auflage des Geologischen Führers durch das Tertiär- und Vulkanland des Steirischen Beckens von Arthur Winkler-Hermaden. Borntraeger, Berlin/Stuttgart 1968.